# Alpheus bucephalus
Alpheus bucephalus är en kräftdjursart som beskrevs av H. Coutière 1905. Alpheus bucephalus ingår i släktet Alpheus och familjen Alpheidae. Inga underarter finns listade i Catalogue of Life.